# Cimetière britannique de Morbecque
Le cimetière « Morbecque British Cemetery » est un cimetière de la Première Guerre mondiale situé à Morbecque (Nord).

## Victimes
| Pays        | Victimes |
| ----------- | -------- |
| Royaume-Uni | 105      |
| Total       | 105      |

## Coordonnées GPS
50° 41′ 35″ nord, 2° 31′ 05″ est